# Panská fořtovna
Panská fořtovna (někdy nazývaný též Kouzelný hmoždíř) je památkově chráněný dům zbudovaný v Lázních Libverdě, obci při severní hranici České republiky, ve Frýdlantském výběžku Libereckého kraje. Stavba postavená na konci 18. století se nachází jižně od centra lázeňské obce při silnici III/29015 spojující Hejnice s Hajništěm, částí Nového Města pod Smrkem. Architektem objektu byl zřejmě Johann Josef Kunze z Liberce, který pro tehdejšího majitele zdejšího panství, šlechtický rod Clam-Gallasů, vybudoval i zdejší zámeček. Stavba měla sloužit pro místního panského fořta, tedy lesníka.

## Popis domu
Objekt je patrová zděná stavba s půdorysem ve tvaru písmene „L“, přičemž zmíněná komunikace prochází po jeho severní straně. Zakončena je mansardovou střechou, která je pokryta eternitem, a to včetně vikýřů. Vzhledem k tomu, že dům stojí v kopci, jsou suterénní prostory na jižní straně domu vlivem svažitosti terénu v okolí stavby přízemními prostory na straně severní.
Boční stěny jsou hladce omítnuty a jsou členěny lizénovými rámci ve světlejším odstínu, než je samotná omítka. V těsném sousedství jednotlivých oken se navíc nacházejí šambrány. Do domu se ze severní strany, od komunikace, vstupuje dveřmi, které jsou lemovány hrubě tesaným portálem ze žuly. K nim vede zděné kryté schodiště.
Po jižní a východní straně objektu se nachází do výše přízemí opěrná zeď vybudovaná ze žulových kvádrů. Prostor mezi zdí a domem je vyplněn, takže takto vzniklá plocha vytváří terasu v úrovní přízemí. Po jejích krajích se nachází profilované pilíře a na ně navazující ohradní zídka.

## Pověst
K domu se váže pověst, podle níž jej měl na přelomu 18. a 19. století obývat tajemný alchymista, jenž ingredience potřebné pro své lektvary připravoval ve zlatém hmoždíři. Od něj pak lidé odvozovali pojmenování domu „Kouzelný hmoždíř“. Alchymista navíc za intenzivních bouří, kdy z oblohy sršely blesky, vyrážel na černě zbarveném koni do okolní přírody a vždy se z výprav vracel nezraněn. Místní lidé se proto začali domnívat, že je spolčen s ďáblem.
Když pak hrabě Kristián Kryštof Clam-Gallas pořádal 31. července 1802 oslavu u příležitosti odhalení pomníku arcivévody Karla, jenž se nachází v místním lázeňském lesoparku, sezval na událost mnoho lidí, avšak na alchymistu zapomněl. Ten se za to šlechtici pomstil svými zaříkadly, jež přivolala bouři, takže se účastníci oslavy museli schovat, zatímco alchymista se po lázeňském parku projížděl na černém koni. O jedné velikonoční sobotě však začaly v okolí zvonit všechny zvony a ďábel si alchymistu odnesl do pekla.